# Noble Jorgensen
Noble Gordon Jorgensen (Columbus, 18 maggio 1925 – Minneapolis, 2 novembre 1982) è stato un cestista statunitense, professionista nella BAA, nella NBL e nella NBA.
Era il fratello di Roger Jorgensen.